# Maria Marotta

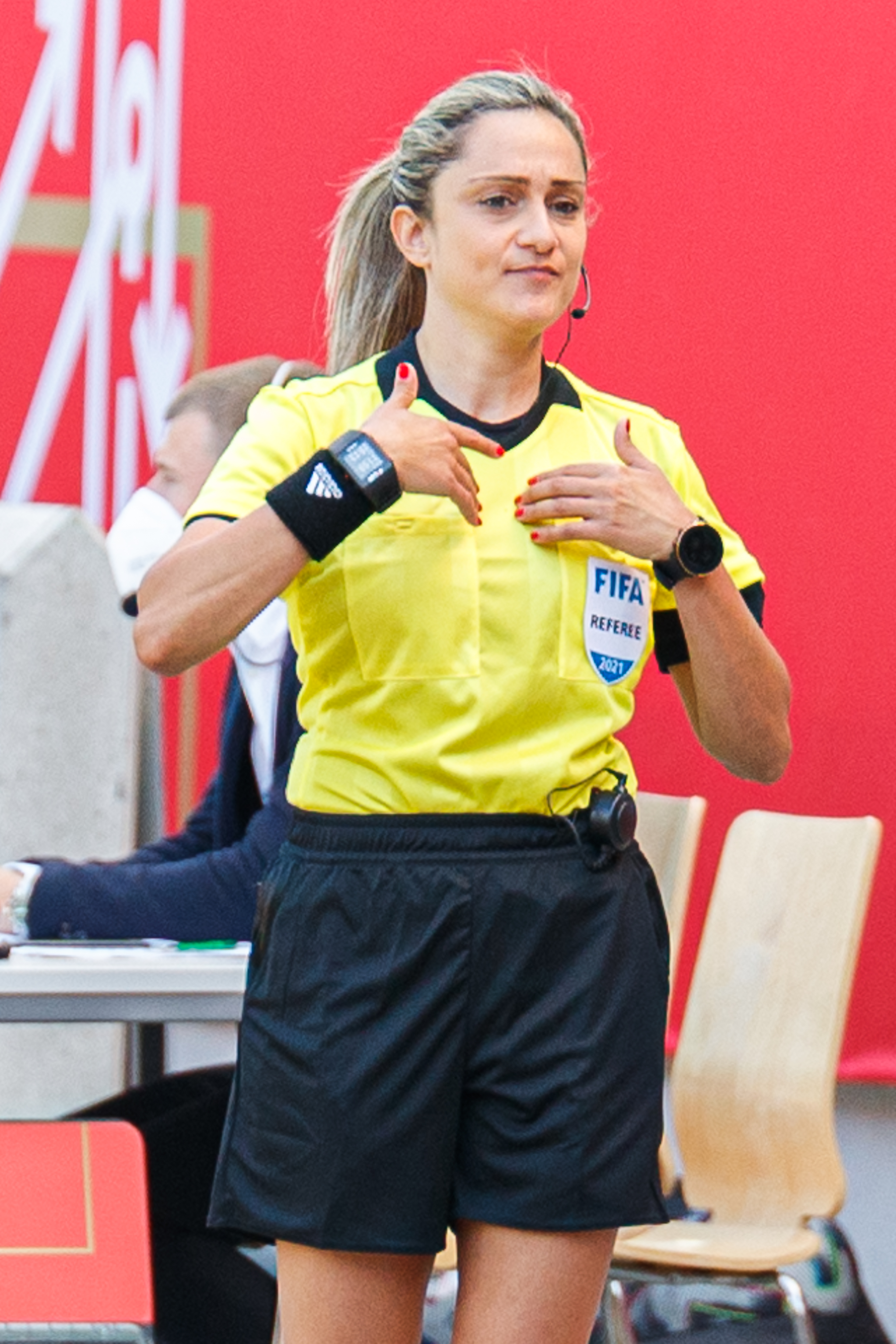
Maria Marotta (2021)

Maria Marotta (* 23. Februar 1984 in San Giovanni a Piro) ist eine italienische Fußballschiedsrichterin.
Marotta begann im Alter von 16 Jahren als Schiedsrichterin. 2011 debütierte sie in der Serie D. Marotta leitet seit der Saison 2018/19 Spiele in der Serie C. Im Mai 2021 debütierte sie in der Serie B.
Seit 2016 steht sie auf der Liste der FIFA-Schiedsrichter und leitet internationale Fußballspiele, unter anderem in der Women’s Champions League und der EM- und WM-Qualifikation der Frauen.
Zudem war sie bei der U-17-Europameisterschaft 2017 in Tschechien und bei der U-19-Europameisterschaft 2019 in Schottland im Einsatz.